# Nematogènids
Els nematogènids (Nematogenyidae) són una família de peixos teleostis d'aigua dolça i de l'ordre dels siluriformes.

## Morfologia
- Cos sense escates i allargat.
- No té aleta adiposa.
- 3 parells de barbetes sensorials.
- L'opercle no té espines.[1]

## Distribució geogràfica
Es troba al centre de Xile.

## Gèneres i espècies
- Nematogenys (Girard, 1855)
  - Nematogenys inermis (Guichenot, 1848)[3][4][5][6][7]